# Buchanania
Buchanania é um género botânico pertencente à família Anacardiaceae.
- Commons
- Wikispecies